# SN 1999ei
SN 1999ei – supernowa typu Ia odkryta 8 października 1999 roku w galaktyce A013352-2841. W momencie odkrycia miała maksymalną jasność 17,50m.